# Диброва (Кременецкая городская община)
Диброва (укр. Діброва) — село в Кременецкой городской общине Кременецкого района Тернопольской области Украины.
Код КОАТУУ — 6123481703. Население по переписи 2001 года составляло 160 человек.

## Географическое положение
Село Диброва находится на расстоянии в 1,5 км от села Затишье, в 2-х км от села Комаровка и в 3-х км от города Почаев.

## История
- 1983 год — дата основания.